# Teater C
Teater C var en fri teatergrupp i Uppsala verksam 2007-2017. Permanenta medlemmar var scenografen David Andrén, skådespelaren Andrea Geurtsen, kompositören Per Wickström och manusförfattaren Dag Thelander. Sedan första premiären med David Hares Vinterkärlek (Skylight) 2007 presenterade Teater C en blandning av nyskriven svensk dramatik och nyöversatt från framförallt USA, de sista åren till exempel Köttmarknaden av Per Wickström och Dag Thelander och Bevis av David Auburn. Efter ett mångårigt samarbete med Reginateatern flyttade Teater C under 2014 till egna lokaler på gamla Köttinspektionen på Strandbodgatan 3 i Uppsala, tillsammans med Autopilot och konstnärsgruppen haka.
2018 delades Teater C i två grupper, Uppsalas Fria Teater och Östfronten. Den förstnämnda med Andrea Geurtsen som konstnärlig ledare och den senare med Dag Thelander som konstnärlig ledare. 

## Produktioner i urval
- Alla jag velat döda av Per Wickström och Dag Thelander (2017)
- Hur jag tillbringar mina dagar och mina nätter av Håkan Nesser (2015)
- Tills vi ses av Per Wickström och Dag Thelander (2015)
- Köttmarknaden av Per Wickström och Dag Thelander (2014)
- Stackar Alla Djuren (efter bilderbok med rim av Dag Thelander och illustrationer av Charlotte Alfredson och Lena Öberg) (2014)
- Bevis av David Auburn (2012-2013)
- Gud har annat för sig av Dag Thelander, Tom Waits och Nils Jansson (2012)
- 2 x Nyskrivet, med Sluttande plan av Alma Kirlic och Klara Andersson (in concert) av Dag Thelander (2012)
- Tolv historier av Dag Thelander (2011)
- Talleys Folly av Lanford Wilson (2011)
- Allt är möjligt av David Ives (2010)
- Avslutningen av Dag Thelander (2008)